# Pintura de los Países Bajos

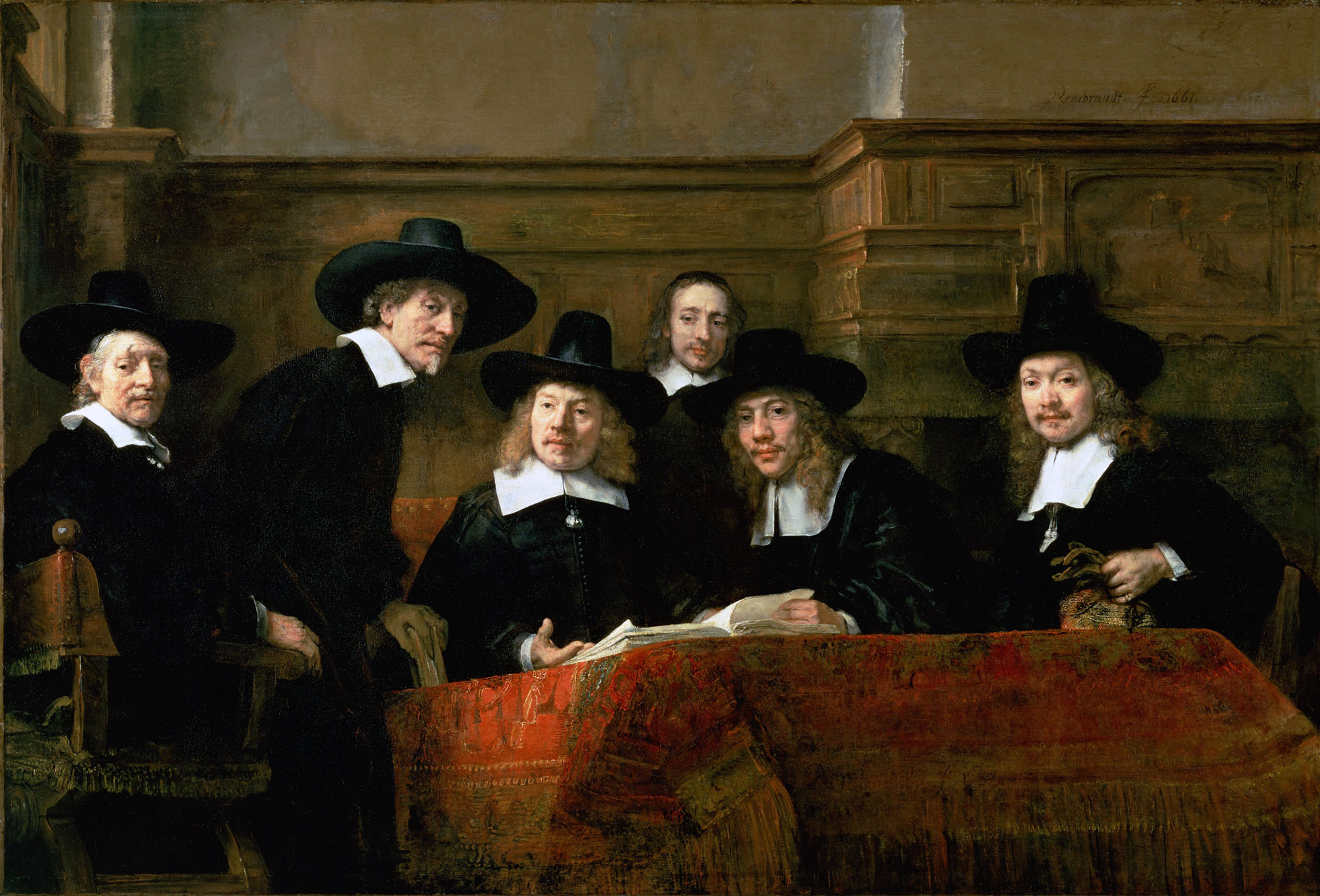
Los síndicos de los pañeros (1662), de Rembrandt

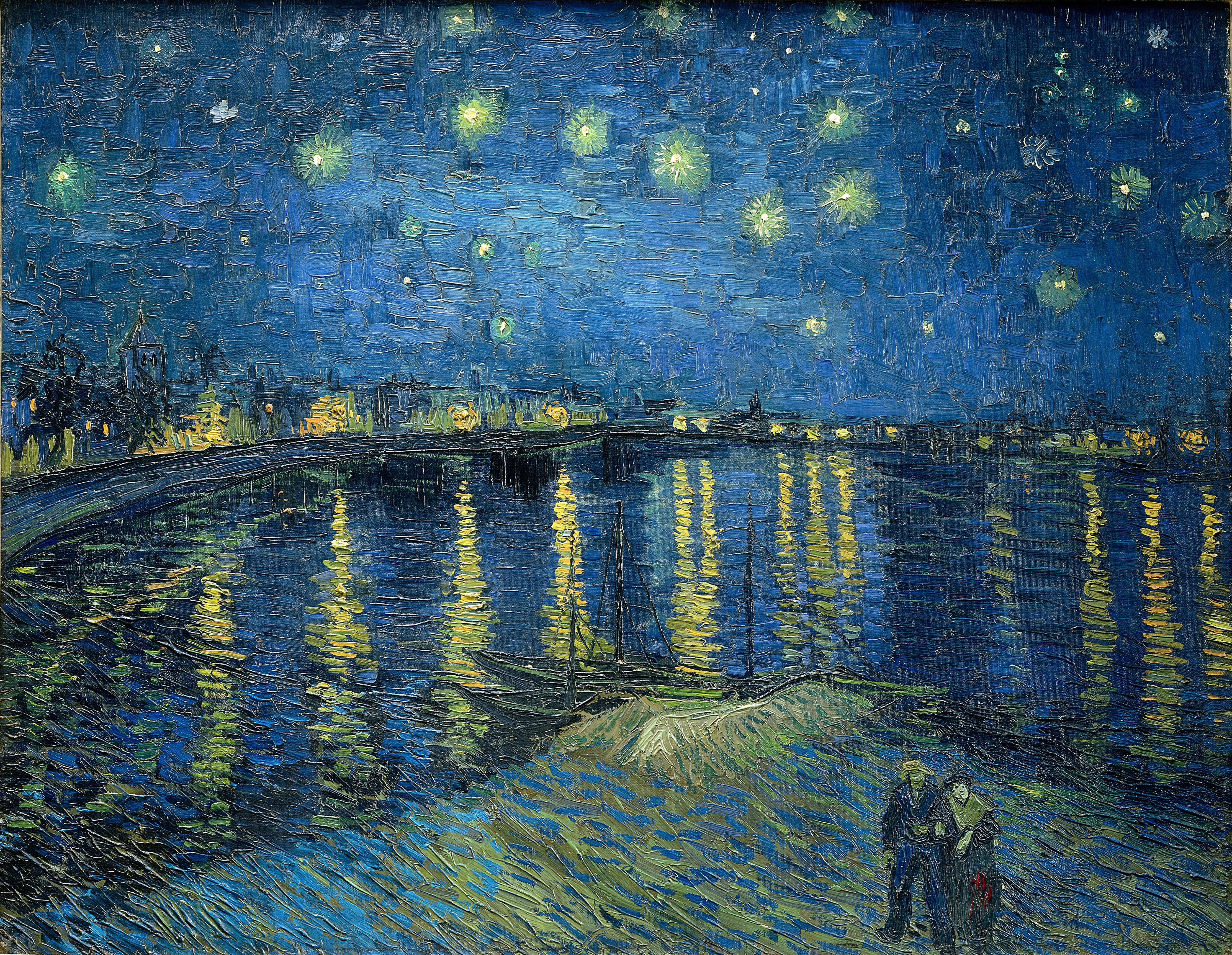
Noche estrellada sobre el Ródano (1888), de Van Gogh

Pintura de los Países Bajos es una expresión polisémica y equívoca, que tanto puede referirse a la pintura realizada en el actualmente denominado Reino de los Países Bajos como a la totalidad de lo que se conoce como pintura flamenca, concepto que incluye la realizada en cualquiera de los territorios de los Países Bajos de los Habsburgo (que también estaba formado por el actualmente denominado Reino de Bélgica y el Gran Ducado de Luxemburgo, entre otros). Para diferenciar la pintura de los "Países Bajos del norte" de la de los "Países Bajos del sur" la historiografía del arte suele emplear las denominaciones pintura holandesa o neerlandesa, o escuela holandesa de pintura, a pesar de su impropiedad (Holanda es sólo una de las Provincias Unidas de los Países Bajos, si bien la más importante, especialmente por la potencia económica y cultural de su capital, Ámsterdam).
La diferenciación estilística entre la pintura flamenca del sur y la del norte no se produce hasta el siglo XVII (el denominado siglo de oro de la pintura neerlandesa), puesto que los fluidos intercambios entre los maestros y talleres de ambas zonas se siguieron manteniendo incluso a pesar del extenso periodo de guerras civiles y de religión denominado Guerra de los Ochenta Años (1568-1648), que definió la separación entre el sur (católico e integrado en la Monarquía Hispánica) y el norte (protestante e independiente). Un hecho decisivo fue la decadencia de Amberes, que había sido el centro económico y artístico no solo de la región, sino de todo el norte de Europa: a partir del saco de Amberes (1576) y el sitio de Amberes (1584-1585) muchos artistas pasaron a buscar refugio en las ciudades del norte, lo que no solo benefició a Ámsterdam (convertida en el nuevo centro económico y cultural), sino también a Haarlem (escuela de Haarlem -Karel van Mander, "el Vasari del Norte"-) e incluso a zonas limítrofes, en la actual Alemania (escuela de Frankenthal).
La pintura (Rembrandt, Vermeer, Van Gogh, Mondrian, Escher) destaca sobre las demás manifestaciones del arte en los Países Bajos, aunque también hay notables manifestaciones de la escultura (Adriaen de Vries), la arquitectura y el diseño (Theo van Doesburg -De Stijl-), la música (Jan Pieterszoon Sweelinck) o la literatura.

## Baja Edad Media y Renacimiento
Los primitivos flamencos son así denominados independientemente de su lugar de nacimiento o la ciudad donde establecieron su taller. Así ocurre con los hermanos Limbourg (Nimega -tres miniaturistas del gótico internacional famosos por su obra para el duque de Berry-), Dieric Bouts (Haarlem), el Bosco (Bolduque) o Pieter Brueghel el Viejo (Son en Breugel), que nacieron en localidades de los Países Bajos septentrionales. Jan van Eyck y Petrus Christus nacieron respectivamente en Maaseik y Baarle, localidades enclavadas en la frontera actual entre ambos países, que entonces carecía de todo significado.
A Albert van Ouwater se le considera fundador de la escuela de Haarlem, maestro del más famoso Geertgen tot Sint Jans, cuya obra más conocida es quizá la pieza de altar para la capilla de los Caballeros de San Juan (Haarlem). Jan van Scorel, establecido en Utrecht, representa la importación del estilo italiano. El retratista Antonio Moro y Martin van Heemskerck fueron alumnos suyos.

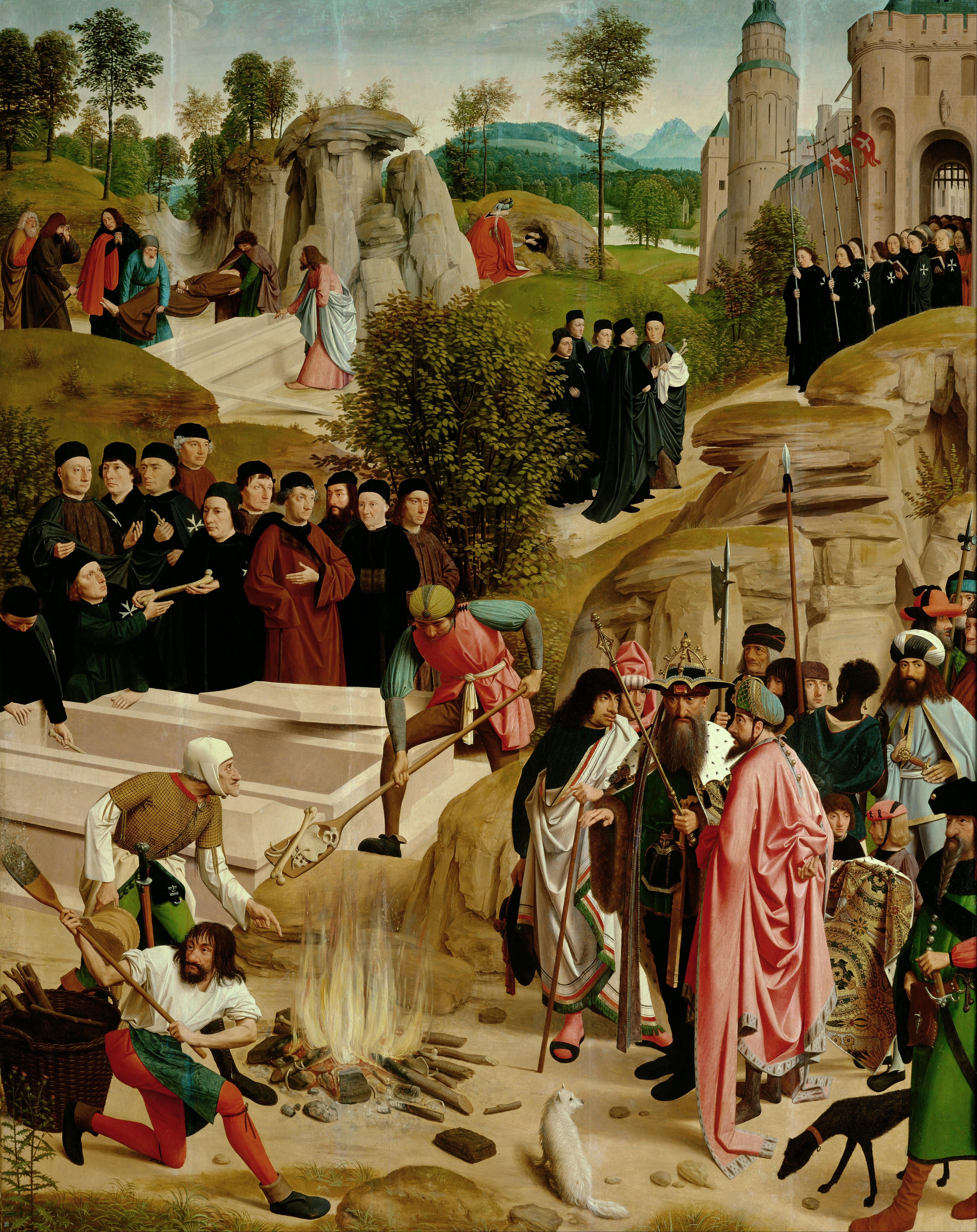
Leyenda de las reliquias de San Juan Bautista (1485), capilla de los caballeros de San Juan, Haarlem, de Geertgen tot Sint Jans.
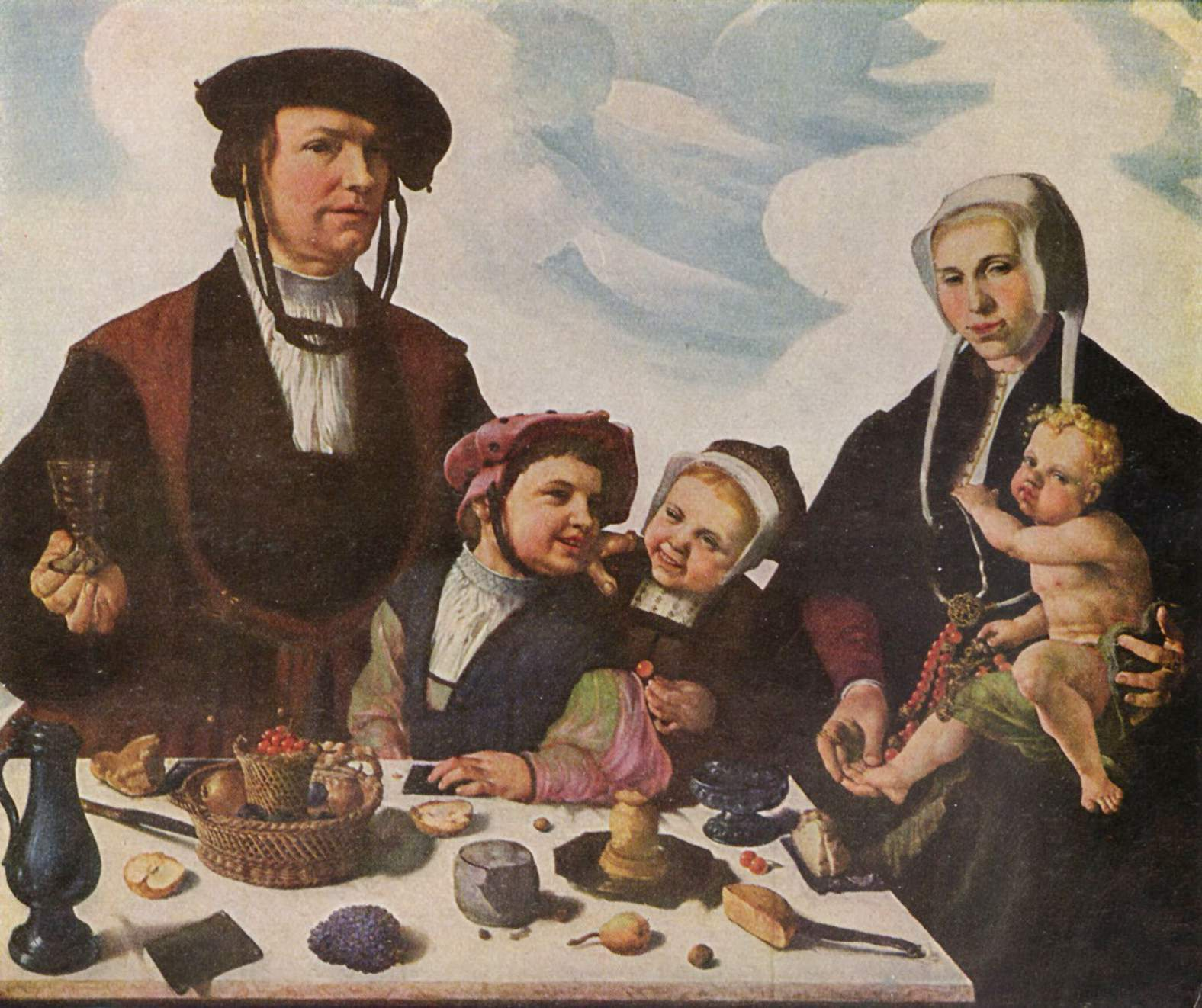
Retrato de familia ( ca. 1532), de Martin van Heemskerck
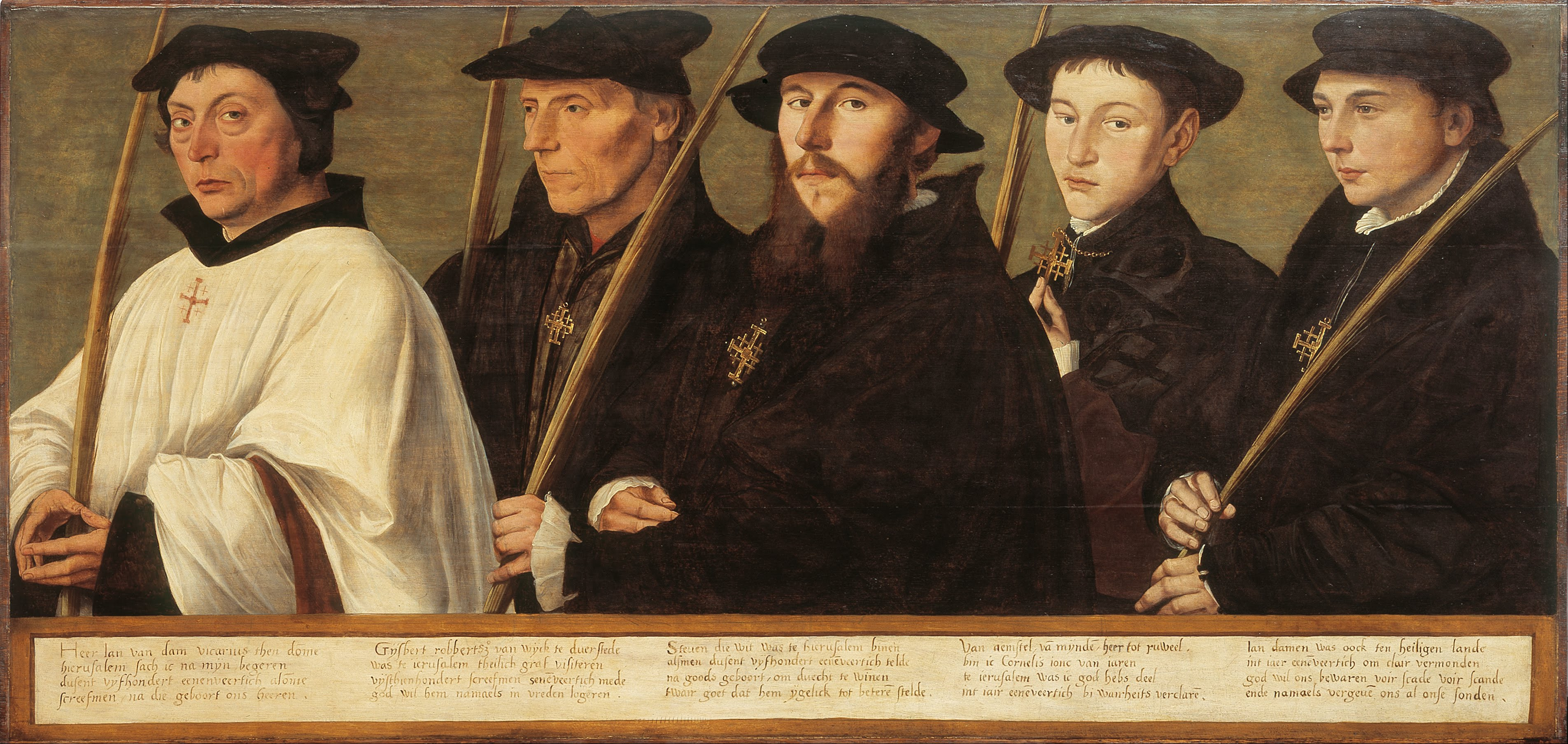
Retrato de cinco miembros de la Cofradía de los Peregrinos de Jerusalén de Utrecht (ca. 1541.), de Jan van Scorel
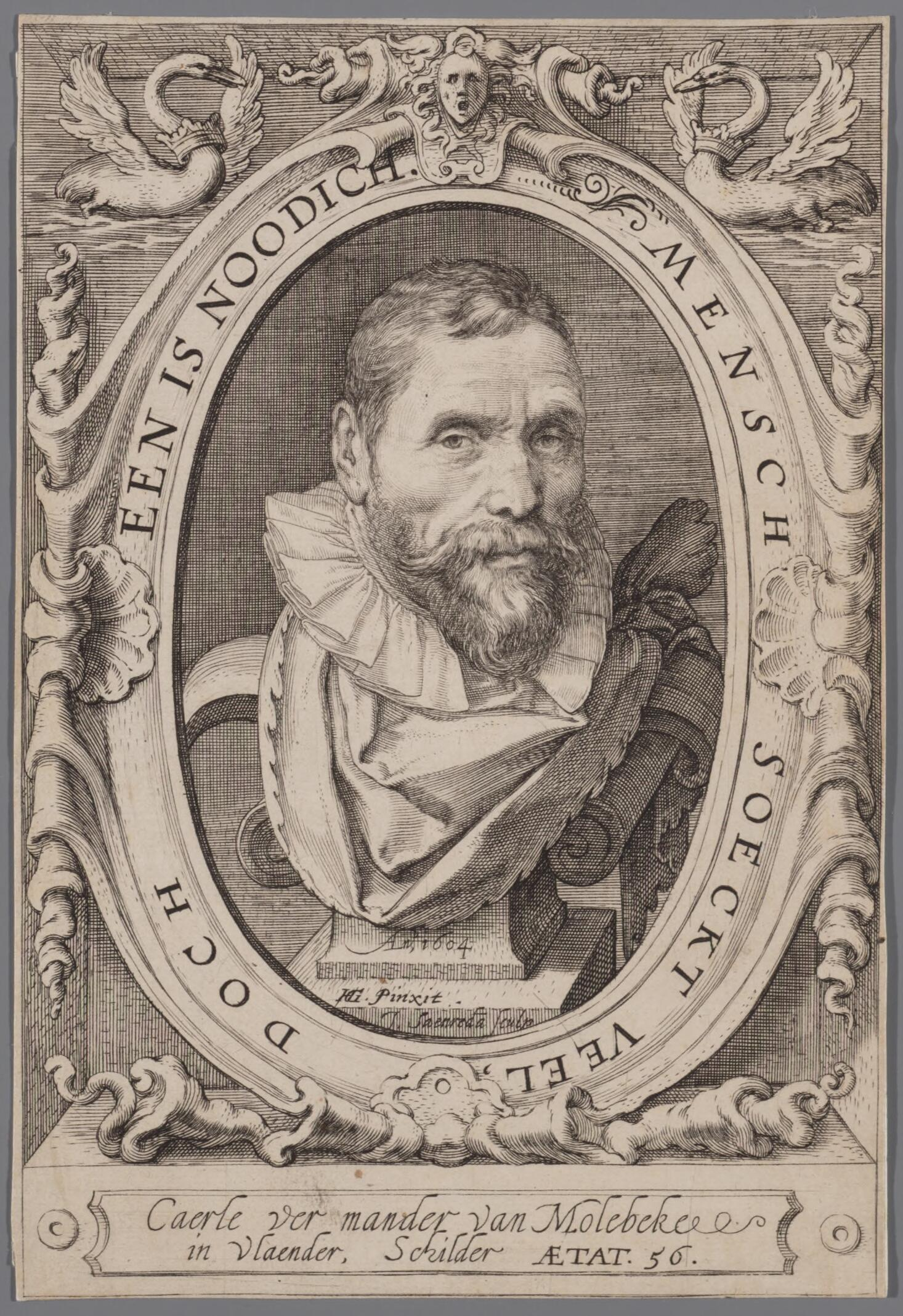
Grabado del retrato de Karel van Mander (1604) por Hendrick Goltzius que aparece en el Schilderboeck ("Libro de la pintura" o "de los pintores", la fuente más importante para la historiografía del arte fuera de Italia)

## Barroco: la Edad de Oro

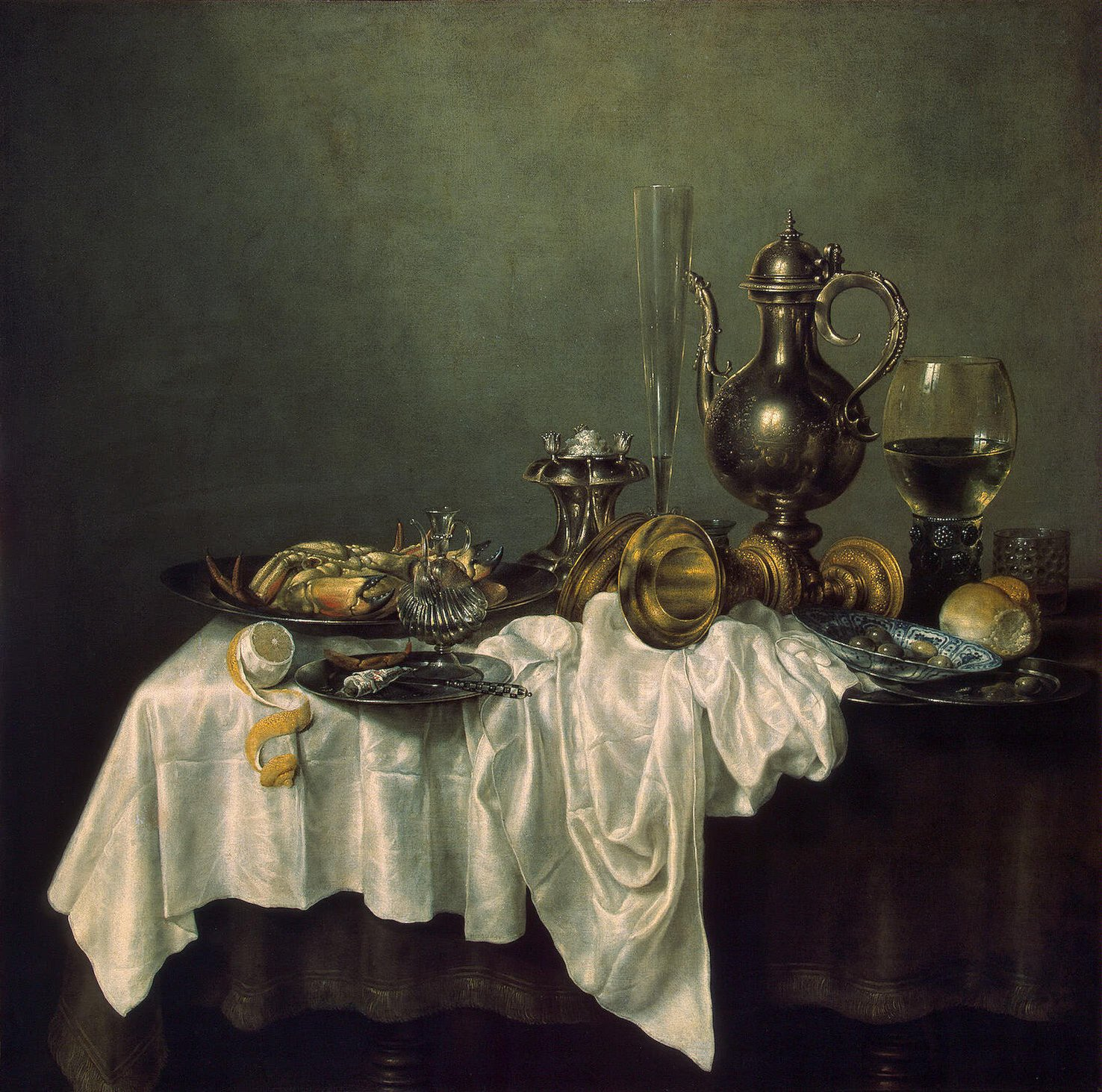
Almuerzo con langosta (1648), de Willem Claeszoon Heda

A finales del siglo XVI, muchos pintores de Flandes huyeron a los Países Bajos septentrionales, por razones religiosas y también porque estaban creciendo económicamente. Ambas regiones tuvieron en esta época una Edad de Oro de la pintura por la enorme cantidad y calidad de sus pintores y diversidad de escuelas pictóricas. 
El caravagismo que comienza a difundirse a principios del siglo XVII por Italia llega a los Países Bajos a través de los tenebristas de la llamada escuela de Utrecht (Abraham Bloemaert).
La independencia de las Provincias Unidas consolidó la existencia de una potente  burguesía mercantil, que era ahora la principal demandante de cuadros de caballete; el clero y la nobleza ya no eran, pues, los principales clientes del artista plástico. Este tipo de clientela burguesa tenía un gusto distinto, expresado en la preferencia por temas que hasta entonces habían sido secundarios en relación con la pintura de historia: el paisaje, los retratos (particularmente los retratos colectivos de las directivas colegiadas de algunas instituciones), el bodegón y la escena de género que pretende representar la vida cotidiana.
El más importante pintor neerlandés de la época fue Rembrandt, pero hubo muchos otros grandes maestros con talleres localizados tanto en Ámsterdam como en diversos lugares de la geografía holandesa. En Haarlem trabajaron Frans Hals, el flamenco Adriaen Brouwer, Adriaen van Ostade y Gerard ter Borch, con una producción de obras de carácter realista. En la católica La Haya vivieron Jan van Goyen y Jan Steen. La escena de género intimista alcanza todo su esplendor con los artistas de Delft: Pieter de Hooch y, sobre todo, Jan Vermeer.
Otros grandes pintores holandeses del siglo XVII son:
- Hendrick Avercamp
- Ferdinand Bol
- Aelbert Cuyp
- Gerard Dou
- Carel Fabritius
- Govert Flinck
- Jan Lievens
- Melchior d'Hondecoeter
- Abraham Storck
- Nicolaes Maes
- Jacob Ruysdael
- Pieter Jansz Saenredam
- Willem van de Velde el Viejo e hijos:
  - Willem van de Velde el Joven
  - Adriaen van de Velde
- Jan Baptist Weenix.

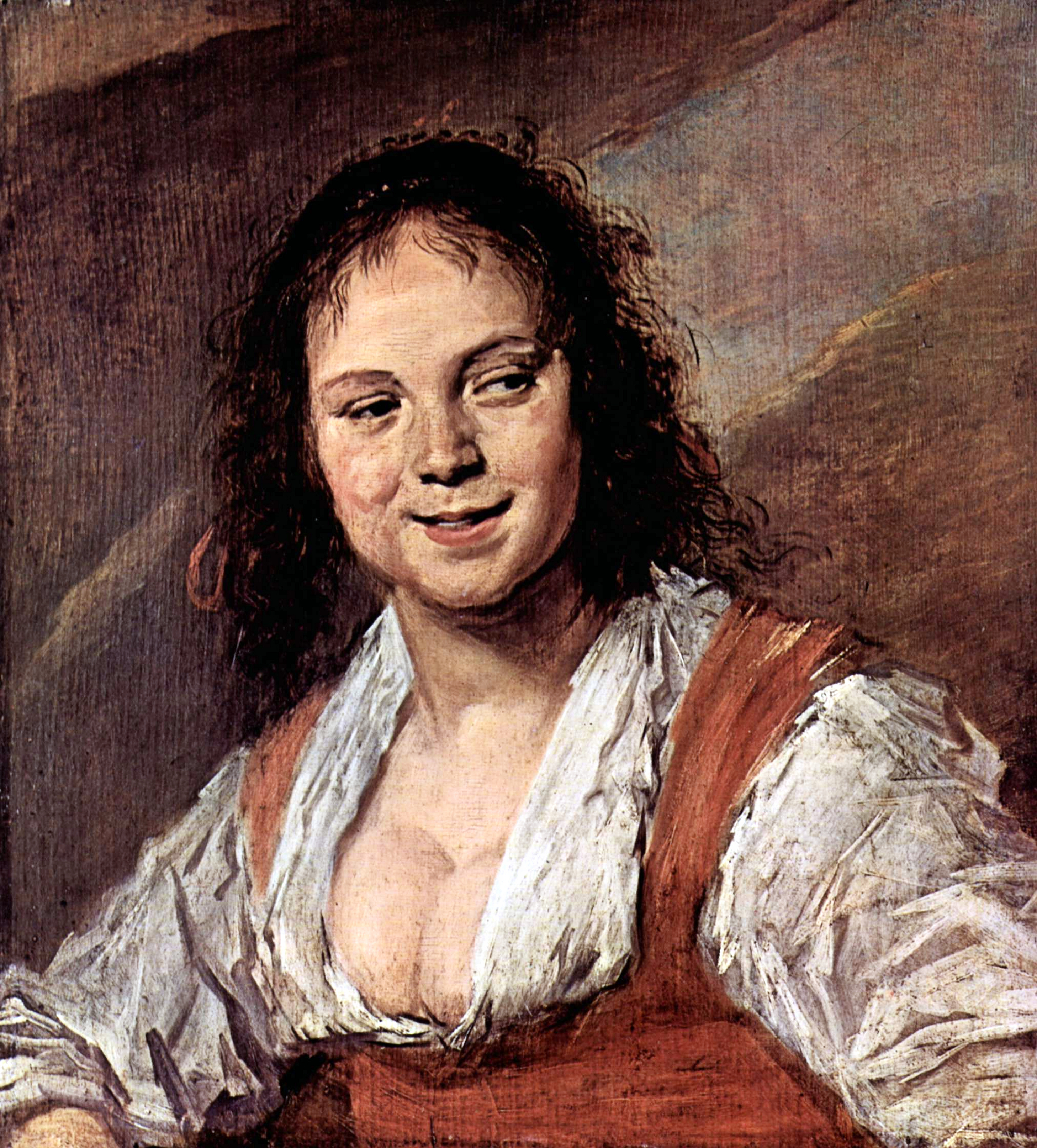
La joven gitana (1628-1630), de Frans Hals
La ronda de noche (1642) de Rembrandt, óleo sobre lienzo, 359x438 cm, Rijksmuseum.
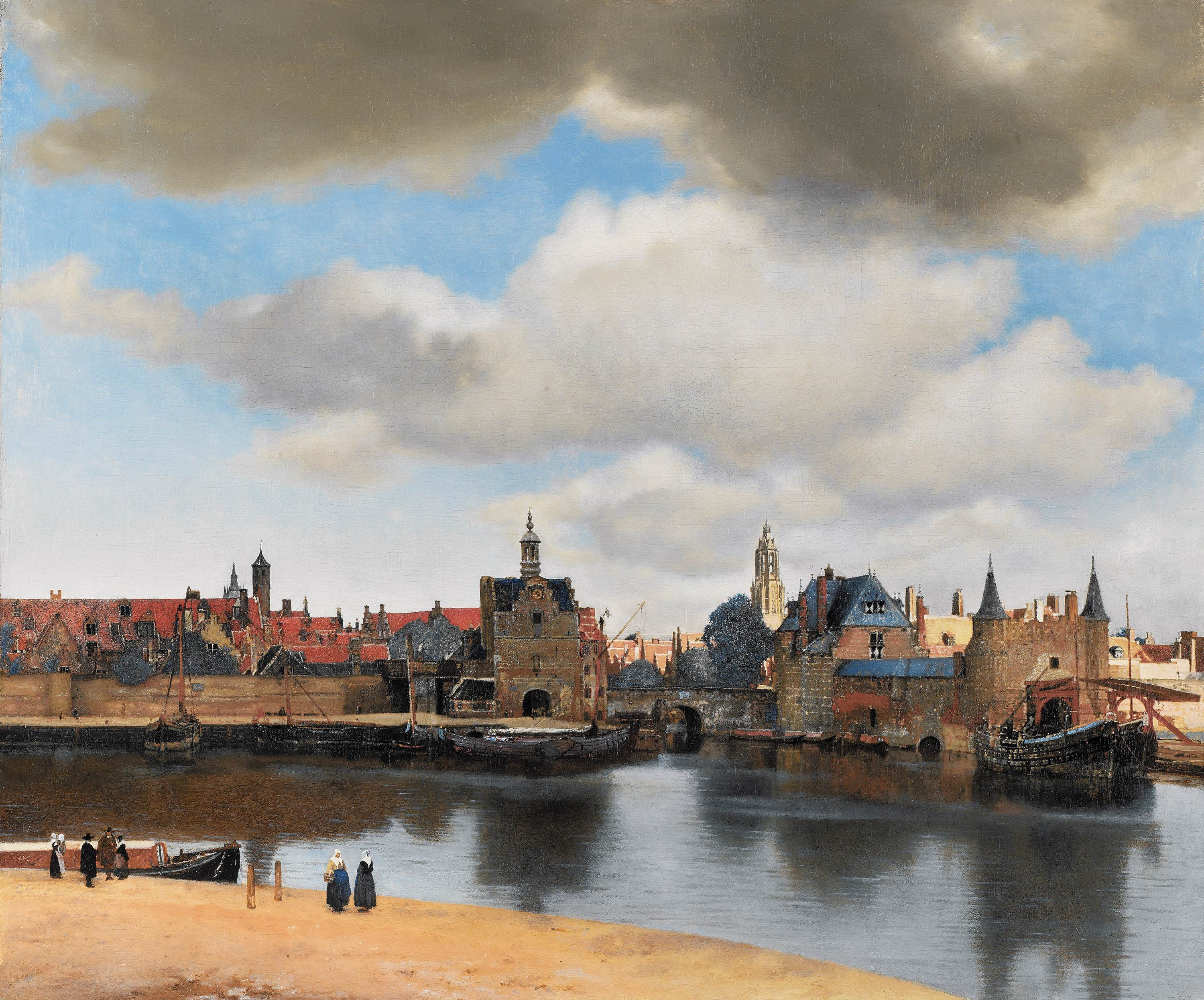
Vista de Delft (1658-1660), de Vermeer
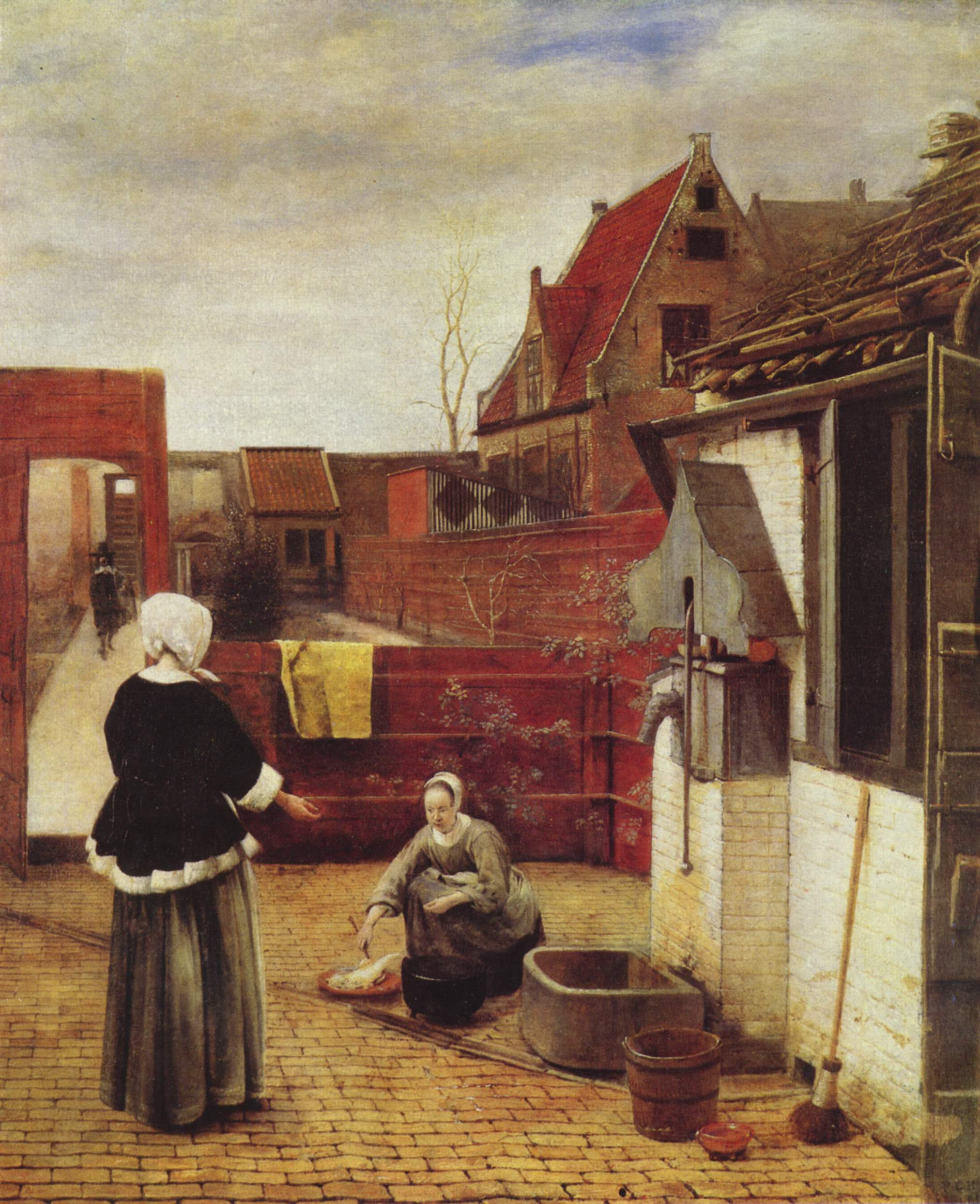
Mujer y sirvienta en un patio (ca. 1660-1665), de Pieter de Hooch, óleo sobre lienzo, 73,7×62,6 cm, Museo del Ermitage, San Petersburgo.
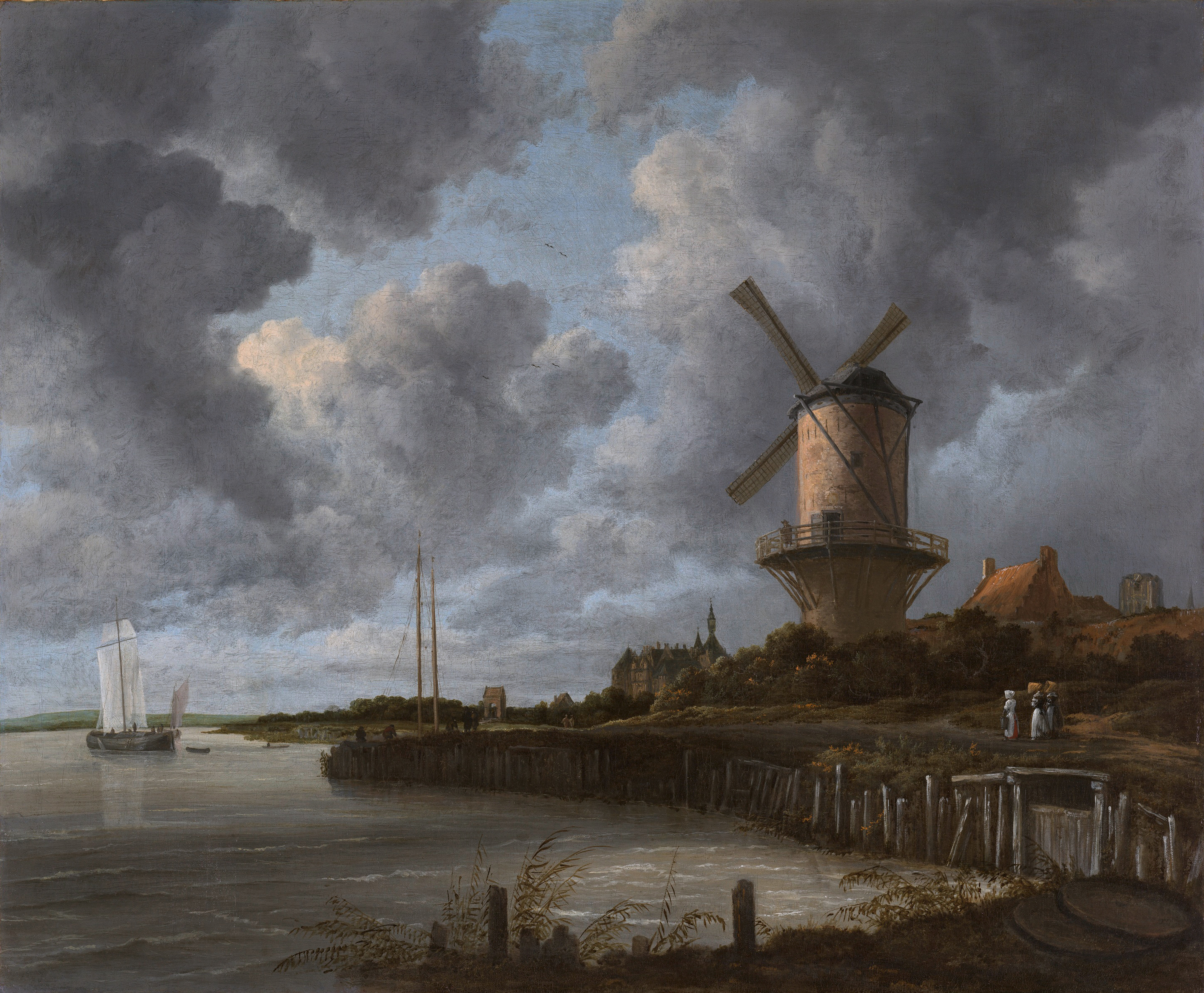
El molino de Wik bij Duurstede (1670), de Ruysdael
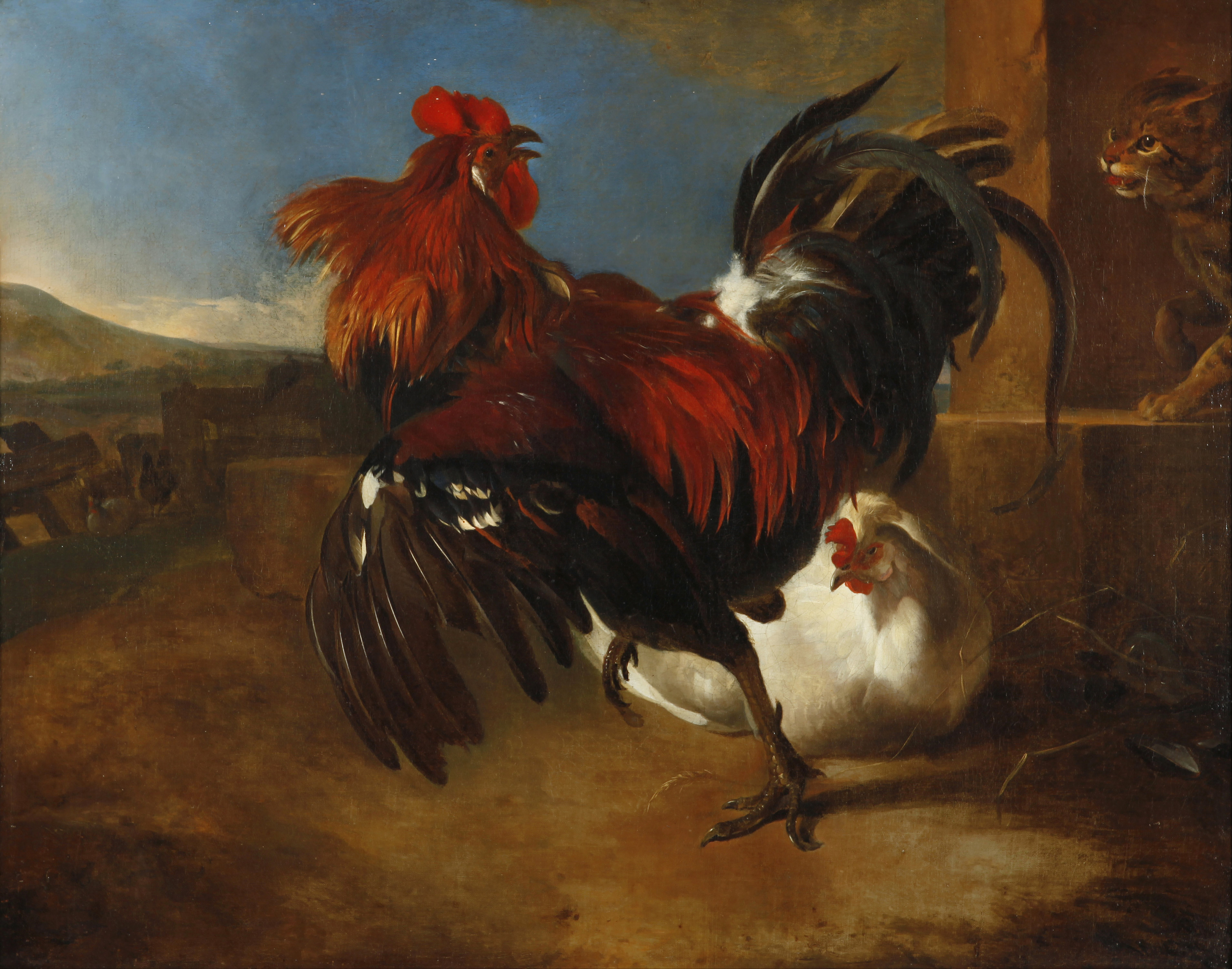
El gallinero, de Melchior de Hondecoeter.

## SigloXVIII
Los artistas holandeses del siglo XVIII son menos conocidos. Tan solo destacaría la pintura de paisaje, en especial las marinas. Los gustos europeos cayeron bajo la órbita del rococó francés, que cultivaba un tipo de pintura muy diferente a la tradicional holandesa, y que tendría sus mejores representantes en Fragonard y Boucher. Tampoco brilló especialmente en las filas del neoclasicismo dieciochesco; Holanda continuó pintando bodegones florales, paisajes y escenas de género, cultivando su propio mercado.

## SigloXIX

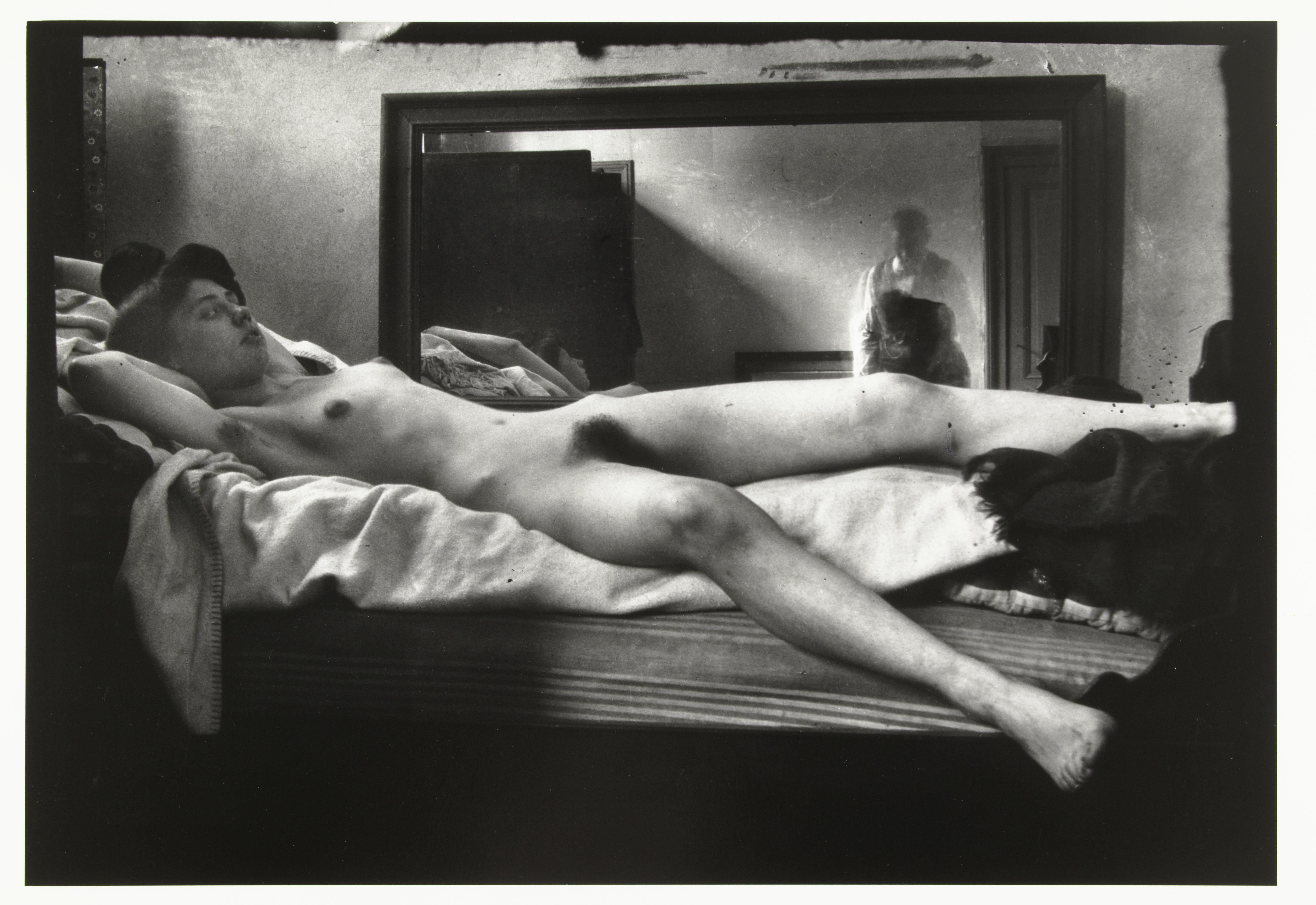
Fotografía de George Hendrik Breitner, ca. 1895.

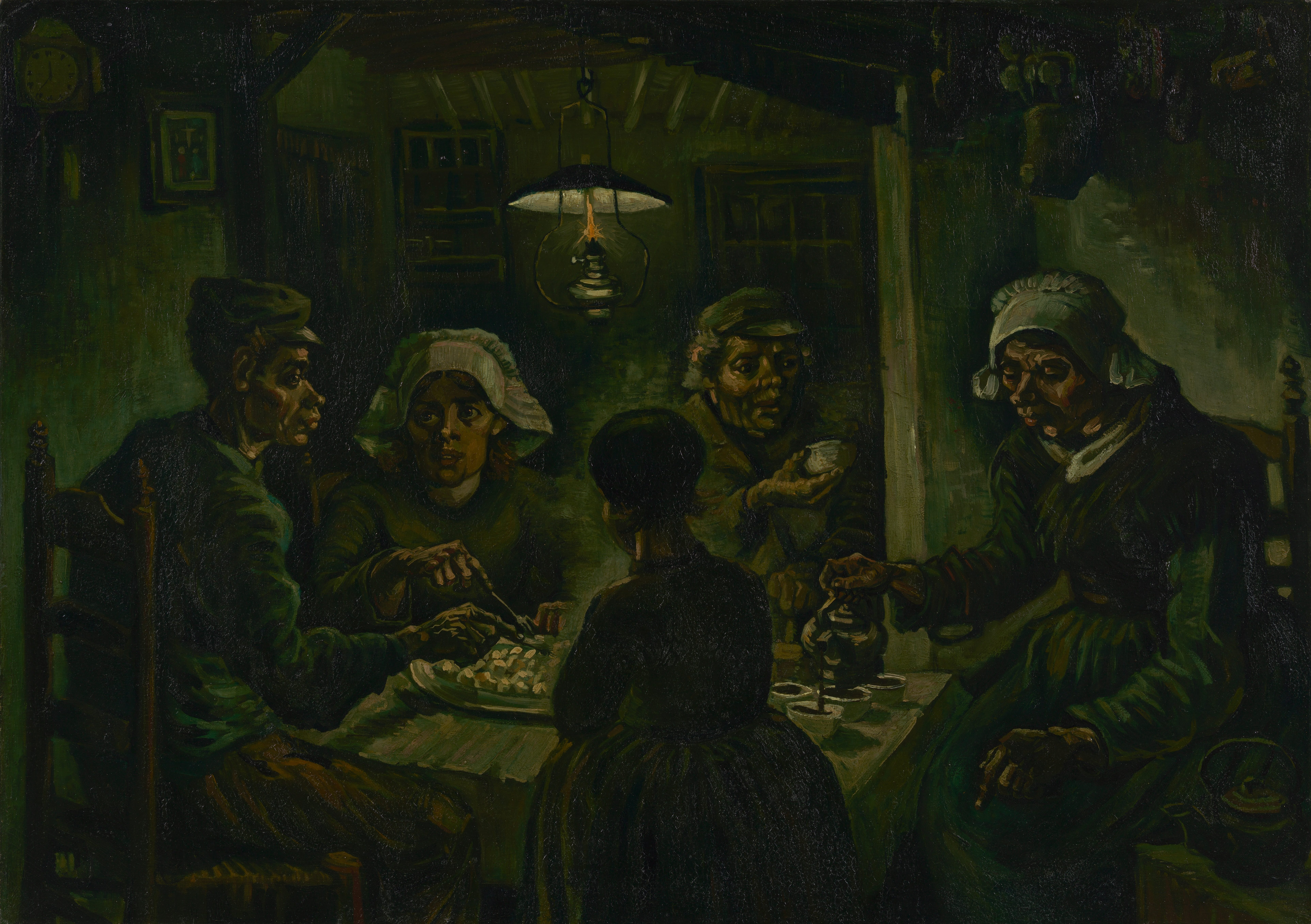
Los comedores de patatas, de Van Gogh, 1885.

A lo largo del siglo XIX hubo algunos pintores holandeses de mérito, como el pintor animalista Pieter van Os; o el pintor y fotógrafo George Hendrik Breitner. Pero a finales de este siglo apareció un verdadero gran genio de la pintura: Vincent van Gogh, quien, sin embargo, desarrolló lo principal de su producción en Francia, sin obtener reconocimiento hasta después de su muerte.

## SigloXX
En el siglo XX, los Países Bajos produjeron muchos buenos pintores. Entre ellos Piet Mondrian, cuya abstracción se elaboró a partir de la retícula cubista, a la que progresivamente redujo a trazos horizontales y verticales que encierran planos de color puro. Por su simplificación, el lenguaje del neoplasticismo, nombre que dio a su doctrina artística, satisfacía las exigencias de universalidad del artista. Mondrian se encuentra entre la vanguardia de la pintura no figurativa.
En el periodo de entreguerras, Theo van Doesburg, después de haber sido uno de los principales defensores del neoplasticismo, renovó de manera decisiva el arte abstracto al mantener que la creación artística sólo debía estar sometida a reglas controlables y lógicas, excluyendo así cualquier subjetividad. Kees Van Dongen se enmarca dentro de un estilo expresionista.
M. C. Escher desarrolló una obra personalísima, con temas de gran impacto, tanto conceptual como visual, y composiciones basadas en los efectos de las teselaciones y la recursividad.
También hubo holandeses entre los movimientos de vanguardia posteriores a la Segunda Guerra, como algunos de los miembros del movimiento CoBrA, incluidos Karel Appel y Corneille.

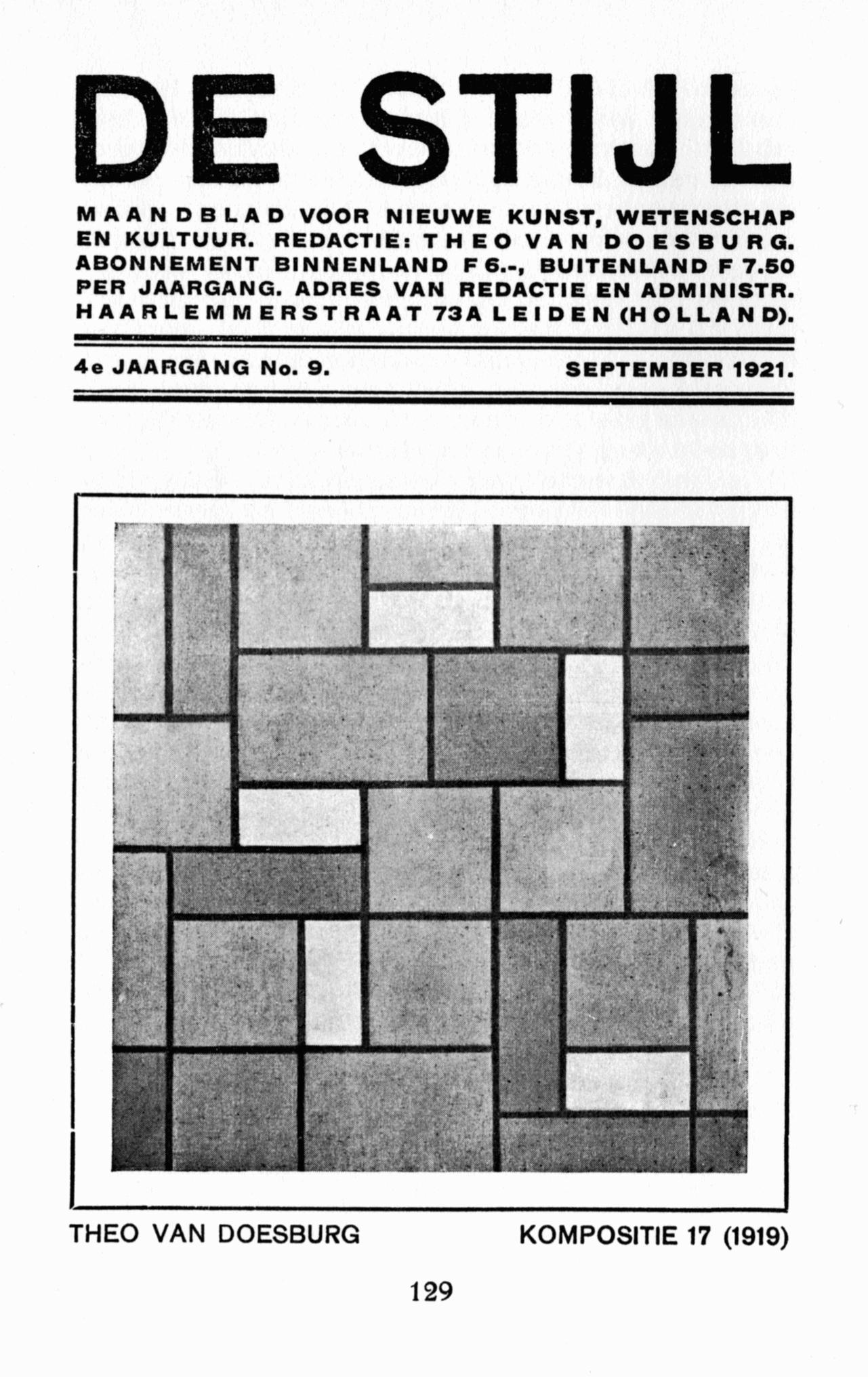
Número de septiembre de 1921 de la revista De Stijl, ilustrado con la Composición nº 17 (1919) de Theo van Doesburg.
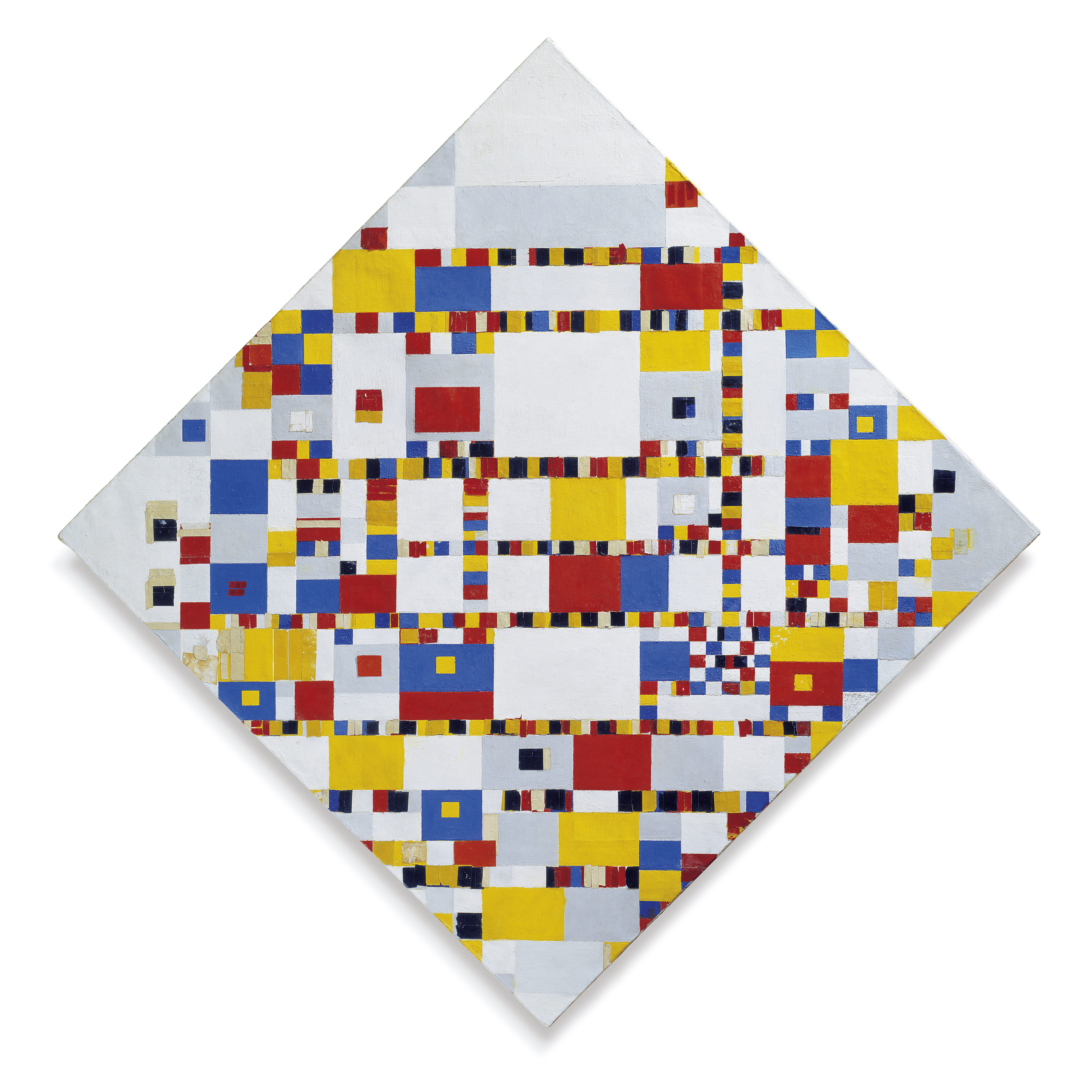
Victory Boogie-Woogie, obra de Piet Mondrian, Museo municipal de La Haya
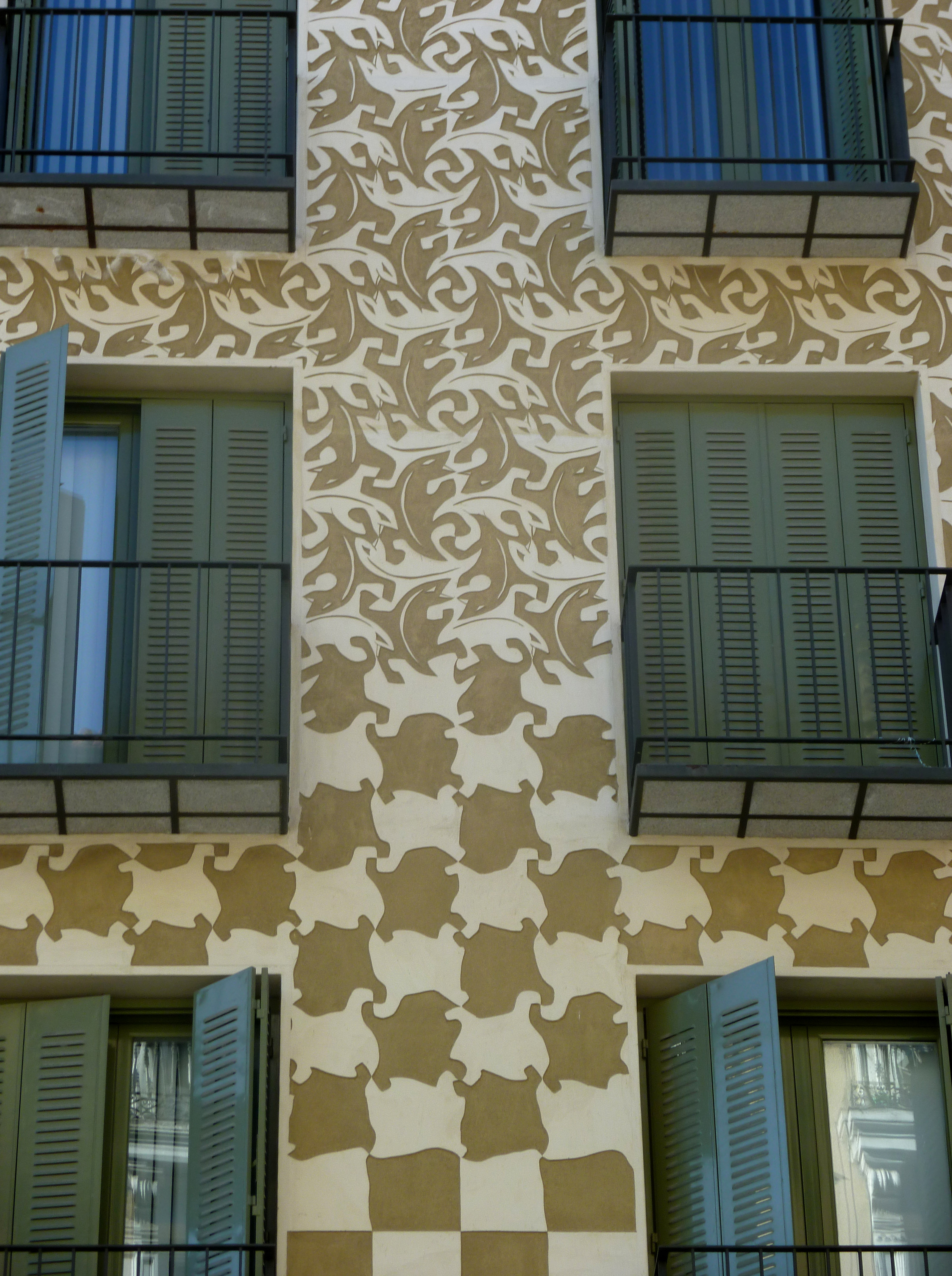
Decoración urbana que utiliza un motivo de Escher.

## Museos con representación de la escuela holandesa

### En los Países Bajos
- Museo Frans Hals, Haarlem
- Rijksmuseum, Ámsterdam
- Museo de Ámsterdam[7]
- Mauritshuis, La Haya
- Museum Boijmans Van Beuningen, Róterdam
- Centraal Museum, Utrecht
- Groninger Museum[8]
- Gemeentemuseum (Museo Municipal de La Haya)[9]

### En otros países
- Museo del Hermitage, San Petersburgo
- Musée du Louvre, París
- Gemäldegalerie, Berlín
- Alte Pinakothek, Múnich
- National Gallery, Londres
- Kunsthistorisches Museum, Viena
- Musée Royal des Beaux-Arts d'Anvers
- Musées Royals des Beaux-Arts de Bruselas
- Gemäldegalerie Alte Meister, Dresde
- Museo de Bellas Artes de Budapest
- Museo del Prado, Madrid
- Herzog Anton Ulrich-Museum, Brunswick
- Fitzwilliam Museum, Cambridge
- Statens Museum for Kunst, Copenhague
- Detroit Institute of Arts
- National Gallery of Ireland, Dublín
- Galleria degli Uffizi, Florencia
- Galleria Pitti, Florencia
- Museo Kelvingrove de Glasgow
- Kunsthalle, Hamburgo

- Staatliche Kunsthalle, Karlsruhe
- Castillo de Windsor, Londres
- Dulwich Picture Gallery, Londres
- Metropolitan Museum of Art, Nueva York
- Ashmolean Museum, Oxford
- John G. Johnson Collection del Philadelphia Museum of Art
- Toledo Museum of Art (Ohio, Estados Unidos)
- Museo Nacional de Estocolmo
- Muzeum Narodowe, Varsovia
- National Gallery of Art, Washington
- Museo de Bellas Artes de Boston
- Isabella Stewart Gardner Museum, Boston
- National Gallery of Scotland, Edimburgo
- Iveagh Bequest en Kenwood House, Londres
- Victoria and Albert Museum, Londres
- Frick Collection, Nueva York
- Musée du Petit Palais, París
- City Art Museum, San Luis
- Staatsgalerie Stuttgart
- Galleria Sabauda, Turín